# Meredith Stiehm

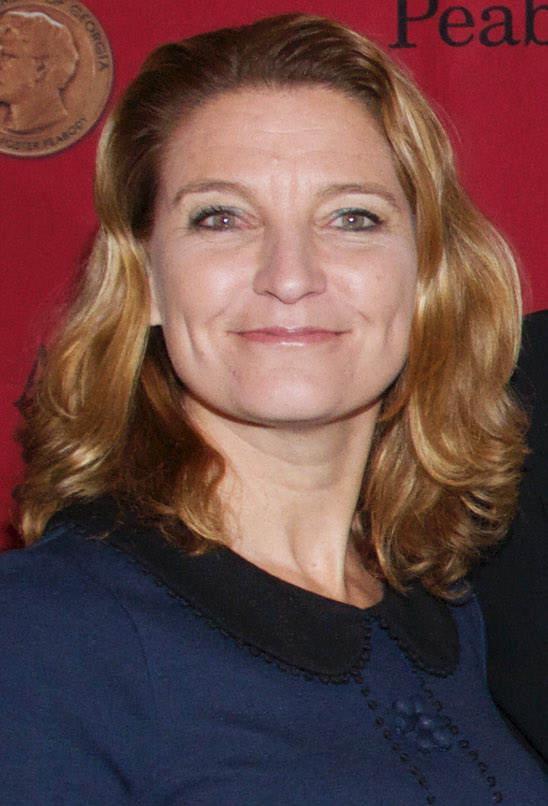
Meredith Stiehm

Meredith Stiehm (* 1969 in Madison, Wisconsin) ist eine US-amerikanische Produzentin und Drehbuchautorin. Sie wuchs in Santa Monica, Kalifornien auf, wo sie heute auch lebt.

## Leben und Karriere
Ihren Abschluss in Englisch und Theater machte sie 1990 an der Universität von Pennsylvania. Ihr Musical „Rules for Girls“ von 1993 wurde von der Zeitschrift LA Weekly für das Musical of the Year nominiert. Darüber hinaus schrieb sie auch Theaterstücke wie beispielsweise Little Rosa, Holiday House/Between the White Curtains und Hallelujah Junction.
Für NYPD Blue wurde Stiehm 1998 und 1999 für den Emmy nominiert. Sie ist außerdem Autorin und Produzentin der Fernsehserie Emergency Room. As Co-Produzentin dieser Serie wurde sie 2001 für einen Emmy nominiert. Darüber hinaus war sie als Drehbuchautorin an Ausgerechnet Alaska und Beverly Hills, 90210 beteiligt.
Zusammen mit Elwood Reid entwickelte sie die TV-Krimiserie The Bridge – America, die auf der dänisch-schwedischen Serie Die Brücke – Transit in den Tod basiert und deren Handlung an die Grenze zwischen den Vereinigten Staaten und Mexiko verlegt wurde. Aufgrund erheblicher Differenzen mit ihrem Co-Produzenten verließ Stiehm die Serie nach 13 Episoden und kehrte zu Homeland zurück. Es begann eine erneute Mitwirkung bis zur fünften Staffel von Homeland.

## Filmografie (Auswahl)

### Drehbuch
- 1990: Ausgerechnet Alaska (Northern Exposure)
- 1994: Emergency Room – Die Notaufnahme (ER)
- 1994–1996: Beverly Hills, 90210
- 1996–2000: New York Cops – NYPD Blue (NYPD Blue)
- 2000: The District – Einsatz in Washington (The District)
- 2003–2010: Cold Case – Kein Opfer ist je vergessen (Cold Case)
- 2013: The Bridge – America (The Bridge)
- 2011–2015: Homeland

### Produktion
- 1993: New York Cops – NYPD Blue (NYPD Blue)
- 1994: Emergency Room – Die Notaufnahme (ER)
- 2003: Cold Case – Kein Opfer ist je vergessen (Cold Case)